# مجتبی مبینی‌پور
مجتبی مبینی‌پور (انگلیسی: Mojtaba Mobini Pour؛ زاده ۱۶ مارس ۱۹۹۱) یک بازیکن فوتبال اهل ایران است.